# Detane
Detane (cyr. Детане) – wieś w Serbii, w okręgu raskim, w gminie Tutin. W 2011 roku liczyła 164 mieszkańców.